# Trichostrongylus
Trichostrongylus è il nome generico di alcuni parassiti tipicamente presenti negli erbivori, in particolare quelli selvatici tra cui bovini, lagomorfi e cervidi. Possono colpire anche gli esseri umani, soprattutto gli abitanti di zone rurali caratterizzate da scarse condizioni igienico-sanitarie.
L'infezione avviene tipicamente attraverso l'ingerimento di acqua o verdure infestate, è generalmente asintomatica o associata a sintomi lievi quali diarrea e dolori addominali.
Questi parassiti vivono nel piccolo intestino o nel colon e la loro presenza è diagnosticata attraverso l'osservazione di uova nelle feci che misurano tra gli 80 e i 90 µm.

## Specie
- Trichostrongylus axei, parassita di suini, equini e umani
- Trichostrongylus colubriformis, parassita di ruminanti, lagomorfi, suini, canidi e umani
- Trichostrongylus vitrinus, parassita di piccoli ruminanti
- Trichostrongylus capricola
- Trichostrongylus retortaeformis
- Trichostrongylus tenuis